# Eoptyelus buruensis
Eoptyelus buruensis is een halfvleugelig insect uit de familie Aphrophoridae. De wetenschappelijke naam van deze soort is voor het eerst geldig gepubliceerd in 1926 door Schmidt.